# 10e millennium v.Chr.
Het tiende millennium v.Chr. loopt vanaf 10.000 tot 9001 v.Chr. Uitgedrukt in Before Present is dit van 11.950 tot 10.951. Omdat 11.700 BP het begin van het Holoceen is valt dit millennium in het Holoceen en Pleistoceen.

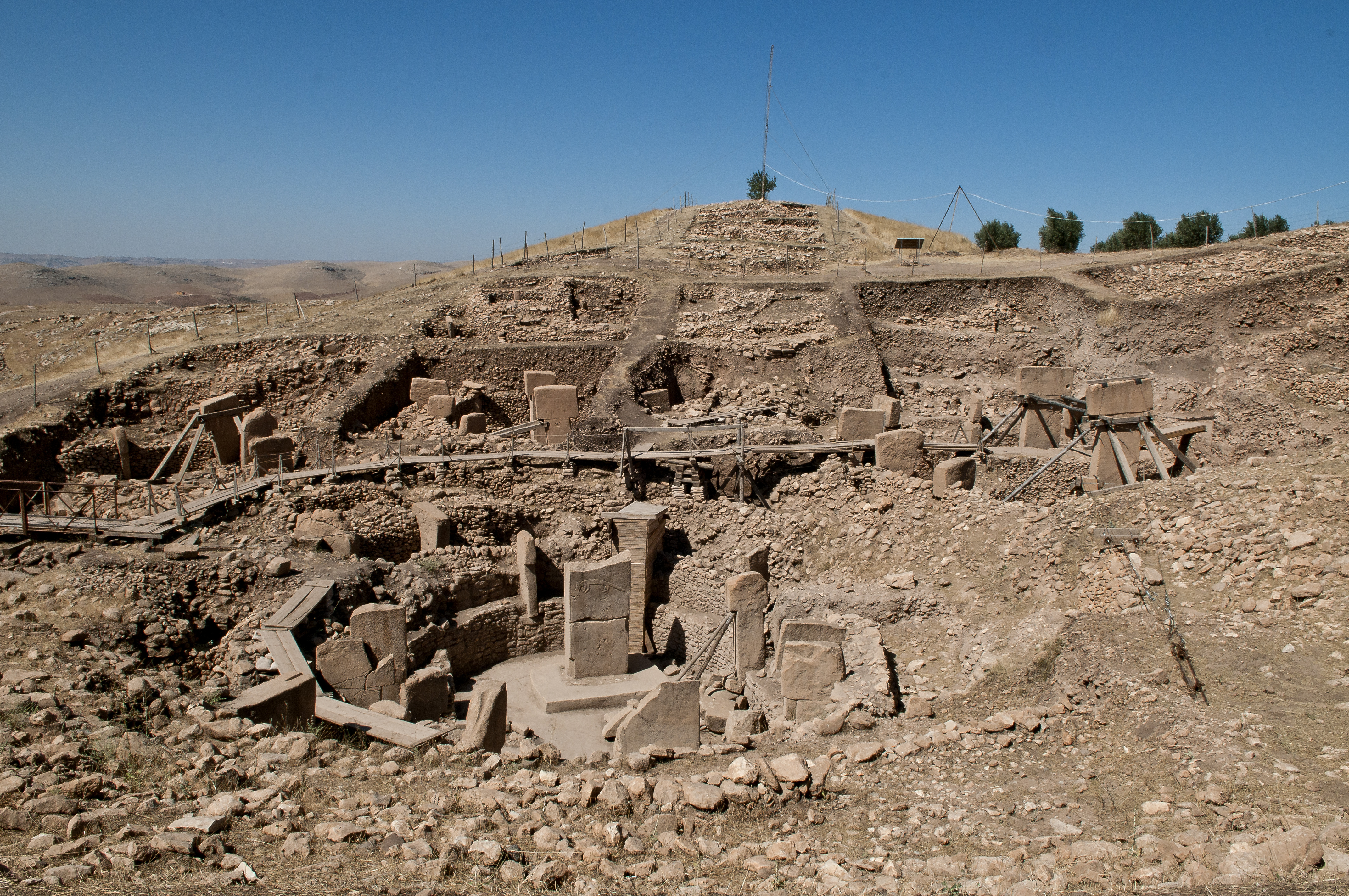
Tempelcomplex bij Göbekli Tepe (Turkije), ca. 11.500 jaar oud

## Klimaat
- Dit millennium en het volgende zijn een tijd van grote veranderingen in klimaat, geologie en fauna. Het zeeniveau begint te stijgen. Hoewel dat zich over een langere periode uitstrekt sterven vele dieren uit, vooral de grote, zoals de mammoet, de wolharige neushoorn, de sabeltandtijger, de grondluiaard, de Amerikaanse paardensoorten (Equus spp) en de Amerikaanse kamelen.

## Azië
- Vermoedelijk tijdstip van het uitsterven van de laatste bekende mensensoort naast de Homo sapiens, de Floresmens (Homo floresiensis) op het eiland Flores.
- In Netiv Hagdud (Jordaanvallei) vindt men overblijfselen van verschillende huizen en granen die wijzen op cultivatie van granen in plaats van verzamelen, met andere woorden de eerste vorm van landbouw ontstaat. In deze eerste periode van de landbouw blijft verzamelen van plantaardig voedsel overwegen en zorgt de jacht voor dierlijk voedsel.

## Europa
- Boreaal (tijdperk). Het klimaat wordt steeds warmer, de gletsjers trekken zich in Scandinavië verder terug. De zeespiegel stijgt, het Boreaal is de laatste periode waarin Groot-Brittannië vastzit aan het Europese vasteland.
- Mesolithicum, is een cultuurperiode in Europa waar de ijstijd een rol heeft gespeeld. In Zuid-Europa en de Levant spreekt men van het epipaleolithicum.
- Rond 9500 v.Chr. begint men met de bouw van een tempelcomplex bij Göbekli Tepe, gevestigd in het zuiden van Turkije. Het bergheiligdom heeft zuilen van wel 3 m hoog en heeft een doorsnee van circa 100 m (omringd door een stenen cirkelvormige muur).[1]
- Ahrensburgcultuur in Noord-Duitsland en het zuiden van Scandinavië.

## Afrika
- Tegen het einde van deze periode begint het klimaat in het Saharagebied te verbeteren en mensen beginnen het gebied binnen te trekken. Voorheen was het gebied nog droger dan nu.

## Amerika
- De ijsvrije corridor over de Beringlandbrug naar Alaska is weer open
- Aanwezigheid van mensen in de zuidpunt van Zuid-Amerika (Cueva Fell in Patagonië)

## Mythe
Volgens Plato in zijn Timaios en Kritias en de 19e-eeuwse theosoof Helena Blavatsky ging Atlantis of het laatste eiland ervan, Poseidonis, in deze periode ten onder. De theosofie spreekt van het rampjaar 9564 v.Chr.
<<< · 10e · 9e · 8e · 7e · 6e · 5e · 4e · 3e · 2e · 1e · "0" · 1e · 2e · 3e · 4e